# HD 174881
HD 174881，又名BD+28 3104，SAO 86512、HR 7112，是一颗恒星，视星等为6.18，位于銀經59，銀緯12.65，其B1900.0坐标为赤經18h 47m 39.9s，赤緯+28° 12.65′ 50″。